# 장수초등학교 (경북)
장수초등학교는 대한민국 경상북도 영주시 장수면 반구리에 있는 공립 초등학교이다.

## 학교 연혁
- 1930년 11월 1일 장수공립보통학교 개교
- 1938년 4월 1일 장수공립심상소학교로 교명 변경
- 1941년 4월 1일 장수공립국민학교로 교명 변경
- 1996년 3월 1일 장수초등학교로 교명 변경
- 2001년 8월 15일 어학실 설치
- 2003년 10월 20일 도서관 개관
- 2004년 5월 28일 현대화 과학 실험실 설치
- 2006년 6월 28일 유치원 종합놀이 시설 설치
- 2016년 3월 1일 권춘탁 교장 부임
- 2017년 2월 10일 제84회 졸업(졸업생 총 수 6910명)

## 참고 자료
- 장수초등학교 - 한국교육학술정보원 학교알리미